# Josef Kraft
Josef Kraft (* 16. Oktober 1879 in Unterstinkenbrunn; † 19. Mai 1945 in Bad Hall) war ein österreichischer Archivar und Heimatforscher.

## Leben
Josef Kraft wurde am 16. Oktober 1879 in Unterstinkenbrunn, Bezirk Mistelbach, als Sohn des Bauernehepaares Mathias Kraft und Elisabeth, geb. Krickl, geboren. Wegen seiner Begabung schickte man ihn auf das bischöfliche „Kleine Seminar“ in Hollabrunn, um ihn auf eine Priesterlaufbahn vorzubereiten. Dort absolvierte er das humanistische Gymnasium. Nach der Matura begann er ein Theologiestudium am Wiener Priesterseminar, nach nicht ganz zwei Semestern reifte in ihm die Erkenntnis, für diese Aufgabe keine Berufung zu haben. Er wandte sich daher dem Studium der Geschichte, Geographie, Kunst- und Literaturgeschichte auf den Universitäten Wien und Innsbruck zu, der katholische Glaube blieb aber weiterhin die Wurzel seines Wesens. 1905 promovierte er in Innsbruck mit der Arbeit „Das historische Jahrzeitenbuch des Erzherzogtums Österreich ob der Enns von Richard Strein Freiherr von Schwarzenau. Eine quellenkritische Untersuchung.“
Schon frühzeitig interessierte er sich für die historischen Hilfswissenschaften und war bereits 1903 dem Verein für Landeskunde von Niederösterreich und Wien beigetreten, dessen Generalsekretär und langjähriges Ausschussmitglied er später werden sollte. Im März 1905 trat er als Praktikant in das Statthaltereiarchiv Innsbruck ein. 1907 bestand er in Wien die Staatsprüfung für den Archivdienst am „Institut für Österreichische Geschichtsforschung“ und erhielt im gleichen Jahr eine definitive Anstellung in Innsbruck. Dort brachte er es bis zum Staatsarchivar I. Klasse und wurde zudem mit der Führung der Geschäfte am Tiroler Landesarchiv (Ständischen Archiv) betraut, wo er bis 1921 verblieb.
Am 21. März 1921 heiratete der 42-jährige Josef Kraft in Wien-St. Stephan die aus dem Unterstinkenbrunner Nachbarort Oberschoderlee stammende Lehrerstochter Rosa Roßmiller, die er bei einem Verwandtenbesuch in Innsbruck kennengelernt hatte. Im gleichen Jahr erlangte er seine Berufung nach Wien an das Archiv für Niederösterreich (Regierungsarchiv) und übernahm zwei Jahre später dessen Leitung. 1938 entging er dank der Intervention eines Untergebenen knapp der Deportation nach Dachau, wurde dann aber vom NS-Regime zwangspensioniert.
Josef Kraft war leidenschaftlicher Landes- und Heimatkundler, der als Archivar mit Sorgfalt und Hingabe die Quellen ordnete, inventarisierte, bereitstellte und natürlich auch ausschöpfte. Sein Bestreben war es, die Schätze seiner Archive einem größeren Kreis zugänglich zu machen. Ab dem Jahre 1908 erschien daher eine Fülle von Arbeiten zur Tiroler, Niederösterreichischen und Wiener Landes-, Stadt- und Ortskunde, sowohl kunstgeschichtlicher als auch heimatkundlicher Natur. Die Artikel erschienen vor allem in den landeskundlichen Zeitschriften der jeweiligen Regionen, aber auch in Tages- und Wochenzeitungen. Zu seinen Schwerpunktthemen zählte das Verhältnis zwischen Herrschaft und Bauer, dem geistigen und kulturellen Leben der Bauern und seinen mannigfachen Verzweigungen und Ausprägungen und auch dem religiösen und pfarrlichen Leben. Er war zu seiner Zeit vielleicht der beste Kenner der Geschichte des niederösterreichischen Bauerntums.
Bedeutung erlangten seine späten Forschungen zur Wiener Geschichtsforschung, im Besonderen zur Geschichte der ehemaligen Wiener Vorortgemeinde Ober Sankt Veit, denen er sich in seinen Pensionsjahren mit ganzer Kraft widmete. Sein Hauptwerk „Aus der Vergangenheit von Ober-St.Veit“ konnte er nicht mehr vollenden, es wurde nach seinem Tod durch den Wiener Stadthistoriker Rudolf Till aus dem Nachlass editiert.
Josef Kraft starb am 19. Mai 1945 an einer Lungenembolie im Krankenhaus in Bad Hall in Oberösterreich, wohin er von einer befreundeten Familie im Frühjahr 1945 eingeladen worden war, um den häufigen Bombenangriffen in Wien zu entgehen. Am 4. Juni 1947 wurde er, seinem persönlichen Wunsche entsprechend, auf den Friedhof seines Geburtsortes Unterstinkenbrunn umgebettet.

## Auszeichnungen
- 1987 wurde der Josef-Kraft-Weg in Wien-Hietzing nach ihm benannt.

## Schriften
- Die Pfarre Mauer 1500–1783. In: Heimatjahrbuch Mauer, Wien 1933.
- Aus der Vergangenheit von Ober-St. Veit. Europäischer Verlag, Wien 1952.

Weitere Veröffentlichungen erfolgten im Rahmen des Vereins für Landeskunde von Niederösterreich und Wien und im Pfarrblatt von Ober Sankt Veit.